# بلدية أوهريد
بلدية أوهريد هي بلدية في جمهورية مقدونيا، بلغ عدد سكانها 55٬749 نسمة، عاصمتها أوخريد، تبلغ مساحتها 389٫93 كيلومتر مربع، رمزها البريدي هو 6000.